# 结月缘
结月缘是日本创作团队Vocalomakets基于语音音色库创建的虚构人物，由日本配音员石黑千寻录制，由日本插画师文倉十作造型设计，具有成熟女性的声音，外观上是紫发紫瞳的年轻女性，其最新版本的语音库发行于文本转语音软件A.I.Voice 2 Editor和歌声合成软件Vocaloid 6 Editor。

## 发展
结月缘是由6名Vocaloid-P（爱好Vocaloid文化的内容创作者）组成的创作团队Vocalomakets（ボカロマケッツ）制作，由成员Bumpy Urushi（Bumpyうるし）创立的公司Bumpy Factory（バンピーファクトリー）运营。最初，结月缘的策划是从Vocalomakets的一次闲聊中开始，然后Bumpy Urushi通过他的公司向雅马哈提交他们的Vocaloid策划，但是由于自身规模难以实现，于是在2009年11月经过雅马哈的引荐下与日本软件公司AHS合作，AHS在Vocalomakets的監修下负责软件开发到发行的全环节，此外，Vocalomakets还向AHS提出要同时推出一致音色的Voiceroid语音库。结月缘的配音员是由Vocalomakets选定，他们招募了二十多个候选者，其中有从熟人的音响师得知消息来参加的石黑千寻，AHS对候选者的声音给出了技术性分析报告，指出石黑小姐的声音有着华丽的波形，在经过拼接处理后不容易出现过度不良的噪音，Vocalomakets也最终选择了石黑，之后参照角色峰不二子的感觉确认了结月缘的声音方向，花费了七天时间来录制Vocaloid的歌声数据，也花费了几天录制Voiceroid的语音数据，Vocalomakets也为结月缘创建出包含呼吸声、笑声、尖叫和台词等的语音采样包，取名为exVoice。在结月缘发行之后，Vocalomakets并非公布配音员的身份，而是直到一年后的纪念直播中才揭露。结月缘其名字的由来是「将与Vocaloid结缘之人与声音（月）连结」（VOCALOIDに縁のある人達が音（月）を結ぶ）。
结月缘是由日本插画师文倉十作造型设计。在最初公布的造型设计中，结月缘有着紫色短发与紫色瞳孔，两边额角留有短束头发，左边额角佩戴着圆形喇叭的发饰，身着紫色的吊带抹胸包臀连体短裙和過膝襪，并穿着黑色的带有兔耳的连帽夹克，结月缘的生日在12月22日，年齡18岁，身高159厘米。结月缘·雫是伴随A.I.Voice语音库「结月 缘（雫）」新增的造型设计和背景，名字的“雫”字是由石黑千寻选定。结月缘·雫作为小女孩版的结月缘，生日在12月22日，年龄13岁，身高152厘米。

## 语音库
| 年份                               | 标题                                           | 语音库                                   | 引擎        | 平台                               | 操作系统      |
| 文本转语音                         | 文本转语音                                     | 文本转语音                               | 文本转语音  | 文本转语音                         | 文本转语音    |
| ---------------------------------- | ---------------------------------------------- | ---------------------------------------- | ----------- | ---------------------------------- | ------------- |
| 2011年                             | 《Voiceroid +：结月缘》                        | 独立应用程序                             | AITalk II   | 独立应用程序                       | Windows       |
| 2014年                             | 《Voiceroid +：结月缘·EX》                     | 独立应用程序                             | AITalk 3    | 独立应用程序                       | Windows       |
| 2017年                             | 《Voiceroid 2：结月缘》                        | - 结月缘                                 | AITalk 4    | Voiceroid 2                        | Windows       |
| 2021年                             | 《A.I.Voice：结月缘》                          | - 结月 缘 - 结月 缘（雫）                | AITalk 5    | A.I.Voice Editor                   | Windows       |
| 2022年                             | 《A.I.Voice：结月缘·凪》                       | - 结月 缘（凪）                          | AITalk 5    | A.I.Voice Editor                   | Windows       |
| 2023年                             | 《A.I.Voice 2：结月缘》                        | - 结月缘 - 结月缘 雫(NV) - 结月缘 凪(NV) | AITalk 6    | A.I.Voice 2 Editor                 | Windows macOS |
| 2025年                             | 《A.I.Voice 2：结月缘·囁》                     | - 结月缘 囁(NV)                          | AITalk 6    | A.I.Voice 2 Editor                 | Windows macOS |
| 歌声合成                           |                                                |                                          |             |                                    |               |
| 2011年                             | 《Vocaloid 3：结月缘》                         | - Yukari                                 | Vocaloid 3  | Vocaloid 3 Editor （兼容更高版本） | Windows       |
| 2015年                             | 《Vocaloid 4：结月缘》                         | - Yukari_Jun - Yukari_Onn - Yukari_Lin   | Vocaloid 4  | Vocaloid 4 Editor （兼容更高版本） | Windows macOS |
| 2015年                             | 应用内提供                                     | - YukariJun - YukariLin - YukariOnn      | ——          | Mobile Vocaloid Editor             | iOS iPadOS    |
| 2017年                             | 硬件内提供                                     | - VOCALOID 结月缘                        | ——          | VKB-100                            | 硬件乐器      |
| 2021年                             | 《Cevio AI：结月缘·麗》                        | - 结月缘 麗                              | Cevio AI    | Cevio AI Song Editor               | Windows       |
| 2023年                             | 应用内提供                                     | - 结月缘 麗                              | ——          | VoiSona                            | macOS Windows |
| 2025年                             | 《Vocaloid 6 Voicebank：AI·结月缘》            | - AI_Yuzuki_Yukari                       | Vocaloid:AI | Vocaloid 6 Editor VX-β             | macOS Windows |
| 语音转换                           |                                                |                                          |             |                                    |               |
| 2020年                             | 《结月缘（CV：石黑千寻）Voidol用Voice Model》  | - 结月缘 (CV 石黑千寻)                   | R.C.voice   | 音声偶像                           | macOS Windows |
| 2020年                             | 应用内提供                                     | - 结月缘                                 | R.C.voice   | 音声偶像：mobile                   | iOS iPadOS    |
| 2022年                             | 《Seiren Voice：结月缘》                       | - 结月缘                                 | ——          | Seiren Voice                       | Windows       |
| 2022年                             | 《Voidol 2 Starter Kit Vol.2：结月缘、绁星灯》 | - 结月缘 (CV 石黑千寻)                   | R.C.voice   | 音声偶像2                          | macOS Windows |
| 语言版本皆为日语；“——”表示不确认。 |                                                |                                          |             |                                    |               |

### 文本转语音
- 《Voiceroid +：结月缘》是由AHS开发的文本转语音软件，作为独立应用程序于2011年12月22日發行。[9][10]根据包装上的许可证，其使用范围仅限于非商业目的，但可以购买从2013年8月开始发售的「乐曲用许可证」以用于商业用途的歌曲中。[11]

- 《Voiceroid +：结月缘·EX》是由AHS开发的更新版文本转语音软件，于2014年10月30日发行。语音库相比上一部提升了流畅度和自然度。[12]

- 《Voiceroid 2：结月缘》是由AHS开发的AITalk语音库，作为Voiceroid 2的语音插件于2017年6月9日发行。语音库相比上一部新增了可调整感情参数的功能「Voice Style」。[13]

- 《A.I.Voice：结月缘》是由AI开发的AITalk语音库组合，作为A.I.Voice Editor的语音插件于2021年10月22日发行。此组合包含两部语音库，一部是根据重新录制的语音样本开发的「结月 缘」，另一款是小女孩声音但不支持Voice Style的「结月 缘（雫）」。[14]

- 《A.I.Voice：结月缘·凪》是由AI开发的AITalk语音库，作为《A.I.Voice：结月缘》附加语音库于2022年10月28日发行，支持Voice Style。[15]

### 歌聲合成
- 《Vocaloid 3：结月缘》是由AHS开发的Vocaloid歌声库，作为Vocaloid 3 Editor的歌声插件于2011年12月22日發行。此库的推荐节奏在每分钟60至120拍之间，推荐音域在D2至F4之间，支持Vocaloid 4 Editor中的交叉合成功能。此外，还附带了包含各种话语声、效果声的语音数据集「exVoice」[16]。支援macOS的版本于2013年12月19日發行。[16][1][17]

- 《Vocaloid 4：结月缘》是由AHS开发的Vocaloid歌声库组合，作为Vocaloid 4 Editor的歌声插件于2015年3月18日发行。此组合包含三部歌声库，更新自上一部的「Yukari_Jun」（纯），以及新增的「Yukari_Onn」（稳）与「Yukari_Lin」（凛），Jun和Onn的推荐节在每分钟60至120拍之间，推荐音域在D2至F4之间，Lin的推荐节奏在每分钟80至200拍之间，推荐音域在G2至A4之间，支持交叉合成功能。此外，还附带了语音素材集「exVoice」。[18]

- 「YukariJun」「YukariLin」「YukariOnn」三款針對Mobile Vocaloid Editor开发的歌声库，作為应用内购买项目于2015年9月1日发行。[19]

- 內置于肩背式鍵盤VKB-100的歌声库「Vocaloid：结月缘」，通过关联应用内购项目激活。[20]

- 《Cevio AI：结月缘·麗》是由Vocalomakets开发的Cevio AI歌声库，作为Cevio AI Song Editor的歌声插件于2021年1月29日由Techno-Speech发行，推荐节奏在每分钟80至145拍之间，推荐音域在G3至D5之间。此歌声库是根据石黑千寻使用罗德真空管電容式麥克風NTK录制的歌声录音训练，为了让声音不与石黑本人的声音相似，Vocalomakets要求仅训练低音域（G2至E3）和假声（C4至G4）的歌声录音。[21]

- 「结月缘·麗」是由Vocalomakets开发的VoiSona歌声库，作为VoiSona的订阅服务于2023年5月18日发行。[22]

### 语音转换
- 《结月缘（CV：石黑千寻）Voidol用Voice Model》是由Crimson开发的R.C.voice语音模型，作为Voidol的语音转换模型插件于2020年9月29日发行，另外，适配Voidol:mobile同时发行。[23]

- 《Seiren Voice：结月缘》是由多玩国开发的语音库，作为Seiren Voice的语音库插件于2022年5月17日由多玩国和AI发行，支持配备Nvidia GPU的Windows。此库是根据AI提供的《A.I.Voice：结月缘》语料库开发。[24]

- 《Voidol 2 Starter Kit Vol.2：结月缘、绁星灯》是由Crimson更新，于2022年11月16日发行的Voidol 2语音模型组合，包含结月缘和绁星灯两部语音模型。[25]

## 其他媒体

### 合辑
| 《Tsuki no Hibiki》（月の響 - ツキノヒビキ -）              | - 发行日期：2014年3月19日 - 唱片公司：HPQ - 格式：CD，CD+DVD | 91 |  |  |
| “——”表示专辑未上榜或未在该地区发行。 |                                                              |    |  |  |

## 反响
2022年9月16日，日本媒体Netlab调查队（ねとらぼ調査隊）公布在2022年9月3日发起的网络投票「【Boisuroido】最喜欢《Voiceroid》哪名角色？」（【ボイスロイド】『VOICEROID』で好きなキャラは？）中，结月缘获得第一名。

## 流行文化中

### 游戏实况的运用
结月缘的文本朗读软件在Niconico动画的游戏实况中十分流行。最早使用的是由网友天草上传于2011年12月27日上的游戏实况视频《任性弗兰克的【喪屍圍城2：絕密檔案】Yukkari游戏实况番外篇02》（気ままなフランクの【DeadRising 2 Off The Record】ゆっかり実況プレイ 番外編02），同时结月缘本角色还被用作解说员登场。让结月缘盛行的是由网友Moshi上传的一系列游戏实况视频，于2012年1月14日上传的视频《【Minecraft】考古学in Minecraft Part1前篇【结月缘】》（【Minecraft】考古学INマインクラフト part1　前編【結月ゆかり】）中结月缘被刻画成反差性强的黑化形象「恶魔附身Yukari」。从2013年开始，结月缘经常被与弦卷真紀搭配登场，对比她们胸部大小差异和「恶魔附身Yukari」成为实况作者常用的笑料。

### 歌曲的运用

#### Niconico動畫上观看次数超过一百万的音乐视频
以下列出被上传至Niconico動畫并且注明标签“结月缘”（結月ゆかり）和“Vocaloid传说达成”（Vocaloid伝説入り）的音乐视频。
| 标题                                                                                     | 上传者                         | 上传日期       | 达成时间       | 专辑                                                                |
| ---------------------------------------------------------------------------------------- | ------------------------------ | -------------- | -------------- | ------------------------------------------------------------------- |
| 〈啾噜哩啦·啾噜哩啦·哒哒哒！〉（チュルリラ・チュルリラ・ダッダッダ！）                                                       | 和田Takeaki                    | 2016年2月22日  | 87日22時17分   | 《Watashi no Miseinen Kansoku》（わたしの未成年観測；“我的未成年观测”）               |
| 〈Waaa!〉 视频标题：；“Vocaloid们只是在叫喊”                                             | Gyari（Cocoa Cigarette-P）（ココアシガレットP） | 2016年8月14日  | 139日15時26分  | 非专辑单曲                                                          |
| 〈Mattaku mi ni Naranai Songu〉（全く身にならないソング；「完全没意义的歌曲」）                                | Retort                         | 2015年3月12日  | 214日6時20分   | 不適用                                                              |
| 〈Tettey-Terettey〉 视频标题：；“Vocaloid们只是在做Tettey-terettey”                      | Gyari（Cocoa Cigarette-P）     | 2015年12月30日 | 240日2時50分   | 非专辑单曲                                                          |
| 〈Inochi Bakkari〉（命ばっかり；“只有生命”）                                                       | Nuyuri                         | 2017年8月4日   | 286日23時27分  | 《Plotoplan》                                                       |
| 〈Check Check Check One Two!〉（チェチェ・チェック・ワンツー！）                                                       | 和田Takeaki                    | 2016年8月29日  | 360日23時49分  | 《Don 2 Music》（ドンツーミュージック）                                                 |
| 〈Kibou no Tsuki〉（幾望の月；“幾望之月”）                                                       | Nakyamurya（なきゃむりゃ）                 | 2018年9月22日  | 490日1時30分   | 《Chō Ginga Kizu Yukai Utagassen》（超銀河キズユカ歌合戦；“超级银河Kizu Yuka歌唱大赛”） |
| 〈Shiawase ni Nareru Kakushi Command ga Arurashī〉（幸せになれる隠しコマンドがあるらしい；“似乎有着能够变得幸福的隐藏指令”） | Utata-P（うたたP）                    | 2013年7月1日   | 540日9時33分   | 《Minna Shiawase ni Na-re!》（みんな幸せにな～れ！；“愿大家都能幸福！”）                |
| 〈Namae mo Nai Kaibatsu〉（名前のない怪物；“无名怪物”） （翻唱）                                       | Takaokamizuki（タカオカミズキ）              | 2018年9月22日  | 723日0時8分    | 不適用                                                              |
| 〈Freedom Lolita〉（フリィダムロリィタ；“自由洛丽塔”）                                                     | Neji式（ねじ式）                     | 2017年2月21日  | 807日3時53分   | 《Sissy Songs》                                                     |
| 〈RRRepeat!〉 视频标题：；“Vocaloid们只是在重复两个和弦并大喊Tettey-terettey”            | Gyari（Cocoa Cigarette-P）     | 2017年4月28日  | 1455日18時34分 | 非专辑单曲                                                          |
| 〈Syonara Chaw Saw〉（サヨナラチェーンソー；“再见电锯”）                                                     | Kurage-P（くらげP）                   | 2012年4月24日  | 1559日2時35分  | 《Watashi no Miseinen Kansoku》                                     |